# 1999 no desporto

## Eventos

### Atletismo
- 31 de dezembro - Paul Tergat do Quênia vence a Corrida de São Silvestre, com um tempo de 44min35s; no feminino Lydia Cheromei também do Quênia é quem vence, com tempo de 51min29s.

### Automobilismo
- 31 de outubro - Mika Hakkinen vence o GP do Japão, tornando-se bicampeão mundial de Fórmula 1.[1]
  - Juan Pablo Montoya termina em 4º lugar no circuito oval de Fontana, e torna-se campeão da Fórmula Indy. Tanto ele e o escocês Dario Franchitti terminaram empatados com 212 pontos, mas Montoya ficou com o título por ter o maior número de vitórias na temporada - 7 contra 3 do piloto escocês.[2] A última prova do campeonato ficou marcada pelo acidente fatal do canadense Greg Moore na 9ª volta da prova. O piloto que largara em último, perdeu controle do seu Reynard-Mercedes quando dirigia a 368 km/h. Após sair da pista, houve o choque contra o muro de proteção. Ele foi levado ao centro médico, mas uma hora depois foi anunciando sua morte.[3]

### Futebol
- 3 de março - O Vasco da Gama ganha o Torneio Rio-São Paulo ao derrotar o Santos pelo placar de 2 a 1. No primeiro jogo, o Vasco também venceu pelo placar de 3 a 1.
- 13 de maio - Centenário do Esporte Clube Vitória, terceiro clube grande do Brasil a completar 100 anos.
- 16 de maio - Manchester United vence o Tottenham Hotspur por 2 a 1 e torna-se campeão inglês pela décima segunda vez.[4]
- 22 de maio - O Porto é campeão português com uma rodada de antecedência ao empatar em 1 a 1 contra o Sporting e beneficiado com o empate de 2 a 2 de Sport Farence X Boa Vista. O Porto conquistou o quinto campeonato seguido da história do futebol português.
  - Manchester United vence o Newcastle por 2 a 0 e é campeão da Copa da Inglaterra pela décima vez[5]
- 26 de maio - O Manchester United vence o Bayern München por 2 a 1 e é campeão pela segunda vez na Liga dos Campeões da Europa. O Manchester United é o primeiro clube inglês a conquistar a Tríplice Coroa do futebol: Campeonato Inglês, Copa da Inglaterra e Liga dos Campeões da Europa.[6]
- 16 de junho - O Palmeiras vence o Deportivo Cali nos pênaltis por 4 a 3 (2 a 1 no tempo normal) no Palestra Itália, e é campeão na Copa Libertadores da América sob o comando do técnico Luiz Felipe Scolari. No jogo de ida, em Cáli, o Verdão perdeu por 1 a 0.
  - O Sport Clube Beira-Mar conquista a Taça de Portugal pela primeira vez no Estádio Nacional do Jamor, frente ao Sporting Clube Campomaiorense, por 1 a 0.
- 20 de junho O Corinthians empata em 2 a 2 contra o Palmeiras no Morumbi e sagra-se campeão paulista após uma confusão generalizada. No jogo de ida também no Morumbi, o Timão venceu por 3 a 0.
- 27 de junho - O Juventude empata em 0 a 0 contra o Botafogo, com mais de 100 mil pessoas no Maracanã, sagra-se campeão da Copa do Brasil. No jogo de ida, o Jaconero venceu por 2 a 1 no Alfredo Jaconi, Caxias do Sul.[7]
- 4 de julho - No jogo da Copa América, Argentina X Colômbia, o centroavante argentino Martín Palermo teve a proeza de desperdiçar três pênaltis numa única partida. A primeira cobrança ele acertou o travessão; a segunda foi para fora e a terceira foi defendida pelo goleiro colombiano Calero. Palermo é o primeiro jogador profissional a perder três pênaltis em um único jogo, fato que está registrado no Livro dos Recordes.[8][9]
- 18 de julho - O Brasil vence o Uruguai por 3 a 0 e torna-se campeão na Copa América pela sexta vez.
- 4 de agosto - O México vence o Brasil por 4 a 3 e é campeão Copa das Confederações em casa. É a inédita conquista.
- 5 de agosto - Extinção do Chimarruts FC clube de Várzea Paulista
- 15 de agosto - O Porto é campeão da Supertaça Portuguesa
- 8 de setembro - Fábio Dias estreia-se oficialmente no Sporting Clube de Lourel, de Sintra
- 30 de novembro - O Manchester United conquista a Copa Intercontinental ao vencer o Palmeiras por 1 a 0.
- 20 de dezembro - O Flamengo é campeão da Copa Mercosul ao empatar em 3 a 3 contra o Palmeiras no Palestra Itália. No jogo de ida, o Mengão venceu por 4 a 3 no Maracanã.
- 21 de dezembro - O Fluminense garante o retorno à Série B em 2000, graças a um ato administrativo do diretor-técnico da Confederação Brasileira de Futebol (CBF), Alfredo Nunes, que determinou que o tricolor carioca ganhe os três pontos da partida contra o São Raimundo, porque o jodador Ademir, apesar de estar suspenso, por ter recebido cinco cartões amarelos, foi escalado de forma irregular no dia 12 deste mês no estádio Vivaldão, Manaus - o jogo terminou empatado em 0 a 0. Com essa decisão, o Fluminense chegou aos dez pontos e não podem mais ser alcançado no quadrangular da Série C.[10]
- 22 de dezembro - O Corinthians empata em 0 a 0 contra o Atlético Mineiro, no Morumbi, no terceiro jogo, e torna-se campeão brasileiro pela terceira vez. No primeiro jogo no Mineirão, o Timão perdeu por 3 a 2 e no segundo jogo no Morumbi, venceu por 2 a 0.
- 23 de dezembro - O Fluminense é campeão brasileiro da Série C ao vencer o Náutico por 2 a 1, no estádio dos Aflitos.[11]

### Rugby
- 6 de novembro - A Austrália conquista a Copa do Mundo de Rugby derrotando a França por 35 a 12 e tornando-se a primeira bicampeã mundial no esporte.

### Tênis
Grand Slam de tênis, resultados finais:
Aberto da Austrália
- 30 de janeiro - A suíça Martina Hingis vence a francesa Amélie Mauresmo por 6/2 e 6/3. É o terceiro título da suíça
- 31 de janeiro - O russo Yevgeny Kafelnikov vence o sueco Thomas Enqvist por 4/6, 6/0, 6/3 e 7/6 (7/1). É o inédito título do russo.

Roland Garros
- 5 de junho - A alemã Steffi Graf vence a suíça Martina Hingis por 4/6, 7/5 e 6/2. É o sexto título da alemã.
- 6 de junho - O americano Andre Agassi vence o ucraniano Andrei Medvedev por 1/6, 2/6, 6/4, 6/3 e 6/4. É o inédito título do americano.

Wimbledon
- 4 de julho - A americana Lindsay Davenport vence a alemã Steffi Graf por 6/4 e 7/5. É o inédito título da americana.
- 4 de julho - O americano Pete Sampras vence o compatriota Andre Agassi por 6/3, 6/4 e 7/5. É o sexto título do americano.

Aberto dos Estados Unidos
- 11 de setembro - A americana Serena Williams vence a suíça Martina Hingis por 6/3 e 7/6 (7/4). É o inédito título da americana.
- 12 de setembro - O americano Andre Agassi vence o compatriota Todd Martin por 6/4, 6/7 (5/7), 6/7 (2/7), 6/3, 6/2. É o segundo título do americano.

## Eventos com periodicidade-(cada 4anos/2anos)
- 23 de julho a 8 de agosto - Jogos Panamericanos em Winnipeg, Canadá
- 1 de outubro a 6 de novembro - Copa do Mundo de Rugby no País de Gales

## Nascimentos
| Data            | Nome                     | Profissão             | Nacionalidade            | Observações | Ref |
| --------------- | ------------------------ | --------------------- | ------------------------ | ----------- | --- |
| 5 de janeiro    | Luís Maximiano           | futebolista           | Portugal                 |             |     |
| 6 de janeiro    | Elena Radionova          | patinadora artística  | Rússia                   |             |     |
| 7 de janeiro    | Yuto Horigome            | skatista              | Japão                    |             |     |
| 10 de janeiro   | Mason Mount              | futebolista           | Inglaterra               |             |     |
| 10 de janeiro   | Youssouf Fofana          | futebolista           | França                   |             |     |
| 12 de janeiro   | Nicolás Schiappacasse    | futebolista           | Uruguai                  |             |     |
| 14 de janeiro   | Declan Rice              | futebolista           | Inglaterra               |             |     |
| 15 de janeiro   | Kevin Álvarez Campos     | futebolista           | México                   |             |     |
| 19 de janeiro   | Donyell Malen            | futebolista           | Países Baixos            |             |     |
| 21 de janeiro   | Dana Rettke              | Vôleibolista          | Estados Unidos           |             |     |
| 21 de janeiro   | Alisha Lehmann           | futebolista           | Suíça                    |             |     |
| 23 de janeiro   | Alban Lafont             | futebolista           | França                   |             |     |
| 24 de janeiro   | Pape Gueye               | futebolista           | Senegal                  |             |     |
| 25 de janeiro   | Krépin Diatta            | futebolista           | Senegal                  |             |     |
| 31 de janeiro   | Maria Paula Heitmann     | nadadora              | Brasil                   |             |     |
| 2 de fevereiro  | Edmond Tapsoba           | futebolista           | Burquina Fasso           |             |     |
| 9 de fevereiro  | Hassan Al-Tambakti       | futebolista           | Arábia Saudita           |             |     |
| 17 de fevereiro | Hunter Woodhall          | atleta paralímpico    | Estados Unidos           |             |     |
| 17 de fevereiro | Alex de Minaur           | tenista               | Austrália                |             |     |
| 25 de fevereiro | Gianluigi Donarumma      | futebolista           | Itália                   |             |     |
| 25 de fevereiro | Henrique Vermudt         | futebolista           | Brasil                   |             |     |
| 28 de fevereiro | Luka Doncic              | jogador de basquete   | Eslovénia                |             |     |
| 1 de março      | Larissa Pimenta          | Judoca                | Brasil                   |             |     |
| 2 de março      | Nikita Mazepin           | piloto                | Rússia                   |             |     |
| 7 de março      | Vitor Tavares            | badminton paralímpico | Brasil                   |             |     |
| 7 de março      | Ronald Araújo            | futebolista           | Uruguai                  |             |     |
| 9 de março      | Yago Mateus dos Santos   | Basquetebolista       | Brasil                   |             |     |
| 13 de março     | Kristian Thorstvedt      | futebolista           | Noruega                  |             |     |
| 18 de março     | Diogo Dalot              | futebolista           | Portugal                 |             |     |
| 22 de março     | Mick Schumacher          | piloto                | Alemanha · Suíça (nasc.) |             |     |
| 25 de março     | Ryan Porteous            | futebolista           | Escócia                  |             |     |
| 1 de abril      | Gabriela Bitolo          | Handebolista          | Brasil                   |             |     |
| 13 de abril     | Alessandro Bastoni       | futebolista           | Itália                   |             |     |
| 14 de abril     | Jacky Godmann            | canoísta              | Brasil                   |             |     |
| 14 de abril     | Mattéo Guendouzi         | futebolista           | França                   |             |     |
| 15 de abril     | Denis Shapovalov         | tenista               | Canadá                   |             |     |
| 17 de abril     | Mohammed Salisu          | futebolista           | Gana                     |             |     |
| 18 de abril     | Tobias Børkeeiet         | futebolista           | Noruega                  |             |     |
| 24 de abril     | Maxime Grousset          | nadador               | França                   |             |     |
| 27 de abril     | Ola Brynhildsen          | futebolista           | Noruega                  |             |     |
| 1 de maio       | Imrán Louza              | futebolista           | Marrocos                 |             |     |
| 5 de maio       | Nathan Chen              | patinador artístico   | Estados Unidos           |             |     |
| 6 de maio       | Tiffani Silva Marinho    | velocista             | Brasil                   |             |     |
| 7 de maio       | Cody Gakpo               | futebolista           | Países Baixos            |             |     |
| 8 de maio       | Rebeca Andrade           | ginasta               | Brasil                   |             |     |
| 17 de maio      | Qin Haiyang              | nadador               | China                    |             |     |
| 20 de maio      | Tara Davis-Woodhall      | atleta                | Estados Unidos           |             |     |
| 30 de maio      | Guanyu Zhou              | piloto                | China                    |             |     |
| 1 de junho      | Natasha Ferreira         | judoca                | Brasil                   |             |     |
| 3 de junho      | Dan-Axel Zagadou         | futebolista           | França                   |             |     |
| 8 de junho      | Dan Ticktum              | piloto                | Inglaterra               |             |     |
| 10 de junho     | Bento Matheus Krepski    | futebolista           | Brasil                   |             |     |
| 10 de junho     | Rafael Leão              | futebolista           | Portugal                 |             |     |
| 11 de junho     | Kai Havertz              | futebolista           | Alemanha                 |             |     |
| 16 de junho     | Nuno Moreira             | futebolista           | Portugal                 |             |     |
| 24 de junho     | Darwin Núñez             | futebolista           | Uruguai                  |             |     |
| 2 de julho      | Nicolò Zaniolo           | futebolista           | Itália                   |             |     |
| 7 de julho      | Zehra Güneş              | voleibolista          | Turquia                  |             |     |
| 11 de julho     | Isabelle Haak            | Voleibolista          | Suécia                   |             |     |
| 13 de julho     | Neemias Queta            | jogador de basquete   | Portugal                 |             |     |
| 20 de julho     | Goga Bitadze             | jogador de basquete   | Geórgia                  |             |     |
| 28 de julho     | Harry Gottsacker         | Piloto                | Estados Unidos           |             |     |
| 30 de julho     | Thomas Pidcock           | Ciclista              | Reino Unido              |             |     |
| 3 de agosto     | Brahim Díaz              | futebolista           | Espanha                  |             |     |
| 9 de agosto     | Juan Manuel Correa       | automobilista         | Equador                  |             |     |
| 12 de agosto    | Matthijs de Ligt         | futebolista           | Países Baixos            |             |     |
| 13 de agosto    | Riqui Puig               | futebolista           | Espanha                  |             |     |
| 13 de agosto    | He Shanshan              | atleta paralímpica    | China                    |             |     |
| 14 de agosto    | Fran García              | futebolista           | Espanha                  |             |     |
| 14 de agosto    | Isidro Pitta             | futebolista           | Paraguai                 |             |     |
| 15 de agosto    | Paola Reis Santos        | ciclista              | Brasil                   |             |     |
| 16 de agosto    | Karen Chen               | Patinadora Artística  | Estados Unidos           |             |     |
| 17 de agosto    | Ismail Jakobs            | futebolista           | Alemanha                 |             |     |
| 25 de agosto    | Homam Ahmed              | futebolista           | Catar                    |             |     |
| 27 de agosto    | Mile Svilar              | futebolista           | Bélgica                  |             |     |
| 6 de setembro   | Mohamed Ali Ben Romdhane | futebolista           | Tunísia                  |             |     |
| 12 de setembro  | Song Min-kyu             | futebolista           | Coreia do Sul            |             |     |
| 14 de setembro  | Tom Schaar               | Skatista              | Estados Unidos           |             |     |
| 16 de setembro  | Robert Shwartzman        | piloto                | Rússia                   |             |     |
| 18 de setembro  | Bent Viscaal             | piloto                | Países Baixos            |             |     |
| 19 de setembro  | Diogo Costa              | futebolista           | Portugal                 |             |     |
| 21 de setembro  | Alexander Isak           | futebolista           | Suécia                   |             |     |
| 23 de Setembro  | Terry Taylor             | jogador de basquete   | Estados Unidos           |             |     |
| 24 de setembro  | Britt Herbots            | Voleibolista          | Bélgica                  |             |     |
| 30 de setembro  | Flávia Saraiva           | ginasta               | Brasil                   |             |     |
| 30 de setembro  | Romane Dicko             | judoca                | França                   |             |     |
| 16 de outubro   | Aaron Nesmith            | jogador de basquete   | Estados Unidos           |             |     |
| 5 de novembro   | Loena Hendrickx          | patinadora artística  | Bélgica                  |             |     |
| 6 de novembro   | Robert Finke             | nadador               | Estados Unidos           |             |     |
| 8 de novembro   | Isaac Bonga              | jogador de basquete   | Alemanha                 |             |     |
| 9 de novembro   | Ana Maria Marković       | futebolista           | Croácia                  |             |     |
| 10 de novembro  | Armand Duplantis         | Salto com Vara        | Suécia                   |             |     |
| 10 de novembro  | João Félix               | futebolista           | Portugal                 |             |     |
| 13 de novembro  | Lando Norris             | piloto                | Inglaterra               |             |     |
| 19 de novembro  | Evgenia Medvedeva        | Patinadora Artística  | Rússia                   |             |     |
| 23 de novembro  | Boubacar Kamara          | futebolista           | França                   |             |     |
| 26 de novembro  | Bavuudorjiin Baasankhüü  | judoca                | Mongólia                 |             |     |
| 2 de dezembro   | Kelvin Kiptum            | fundista              | Quênia                   |             |     |
| 4 de dezembro   | Tahith Chong             | futebolista           | Holanda                  |             |     |
| 10 de dezembro  | Reiss Nelson             | futebolista           | Inglaterra               |             |     |
| 23 de dezembro  | Samuel Lino              | futebolista           | Brasil                   |             |     |
| 28 de dezembro  | Ary Borges               | futebolista           | Brasil                   |             |     |
| 29 de dezembro  | Andreas Skov Olsen       | futebolista           | Dinamarca                |             |     |
| 29 de dezembro  | Francisco Trincão        | futebolista           | Portugal                 |             |     |
| 30 de dezembro  | Jean-Clair Todibo        | futebolista           | França                   |             |     |

## Mortes
| Data            | Nome                    | Profissão                    | Nacionalidade  | Observações | Ref    |
| --------------- | ----------------------- | ---------------------------- | -------------- | ----------- | ------ |
| 16 de fevereiro | Fritzi Burger           | patinadora artística         | Áustria        | n. 1910     |        |
| 8 de março      | Joe DiMaggio            | jogador de basebol           | Estados Unidos | n. 1914     |        |
| 13 de abril     | Harvey Postlethwaite    | engenheiro e diretor técnico | Reino Unido    | n. 1944     | [ 12 ] |
| 28 de abril     | Sir Alf Ramsey          | técnico de futebol           | Reino Unido    | n. 1920     |        |
| 18 de maio      | Betty Robinson          | atleta, velocista            | Estados Unidos | n. 1911     |        |
| 23 de maio      | Owen Hart               | wrestler                     | Canadá         | n. 1965     |        |
| 29 de maio      | João Carlos de Oliveira | atleta, triplo saltador      | Brasil         | n. 1954     |        |
| 8 de julho      | Elemér Terták           | patinador artístico          | Hungria        | n. 1918     |        |
| 6 de agosto     | Ilse Pausin             | patinadora artística         | Áustria        | n. 1919     |        |
| 11 de setembro  | Gonzalo Rodríguez       | automobilista                | Uruguai        | n. 1971     | [ 13 ] |
| 12 de outubro   | Wilt Chamberlain        | jogador de basquetebol       | Estados Unidos | n. 1936     |        |
| 25 de outubro   | Payne Stewart           | golfista                     | Estados Unidos | n. 1957     |        |
| 31 de outubro   | Greg Moore              | piloto de automóvel          | Canadá         | n. 1975     | [ 14 ] |
| 23 de dezembro  | Wallace Diestelmeyer    | patinador artístico          | Canadá         | n. 1926     |        |